# ロバート・スタウェル・ボール

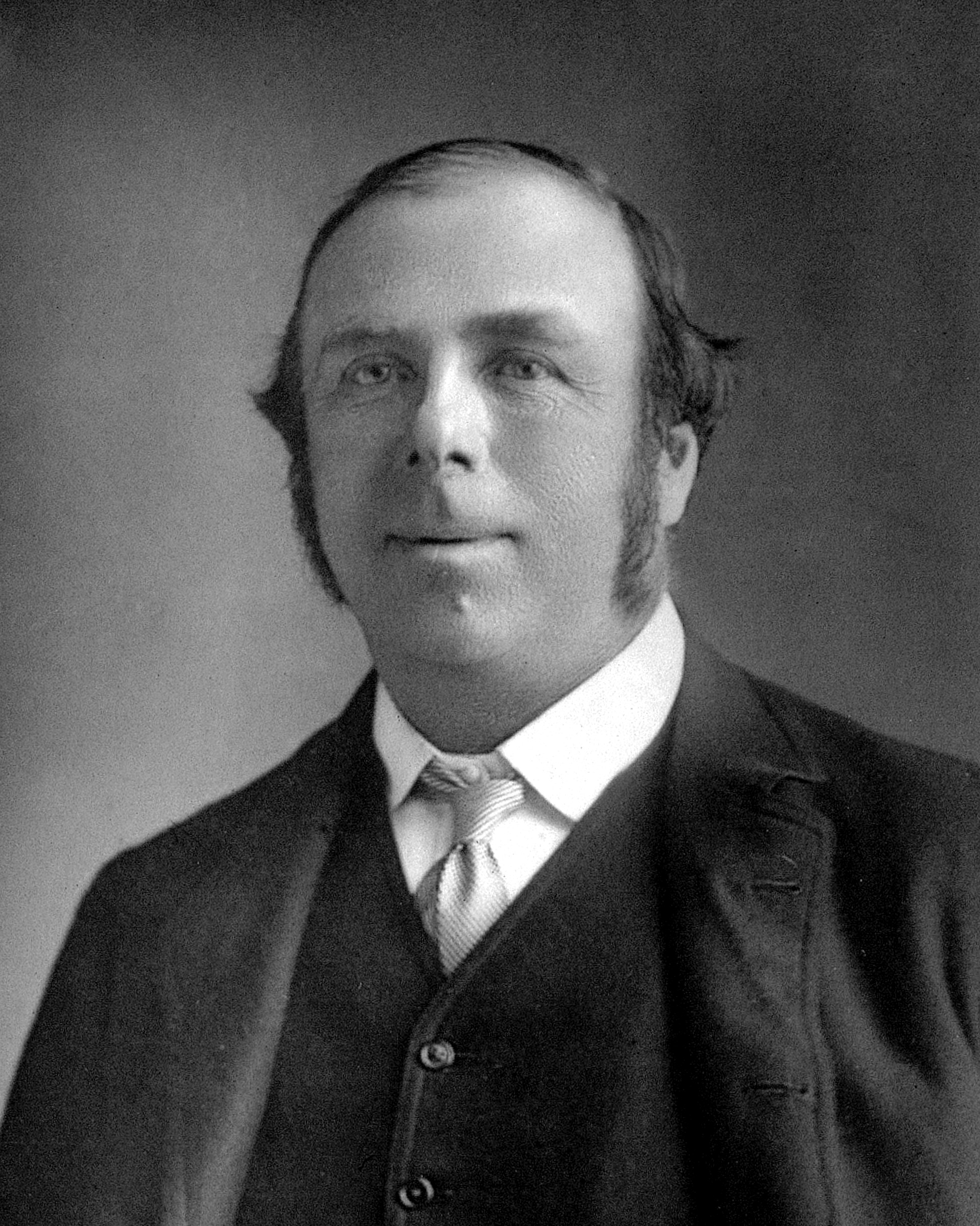
Robert Stawell Ball

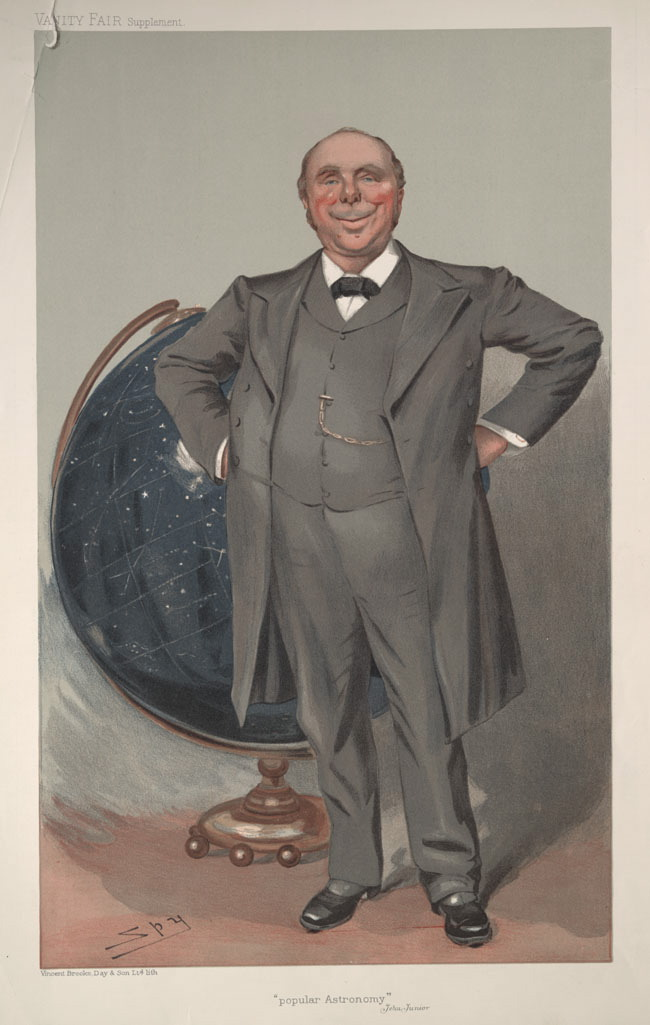
Sir Robert Ball (1905)
(画）レスリー・ウォード（『バニティ・フェア）』

ロバート・スタウェル・ボール（Sir Robert Stawell Ball、1840年7月1日 - 1913年11月25日）はアイルランドの天文学者、数学者である。ねじの理論などの著作で知られる。

## 略歴
ダブリンで生まれた。父親の、ロバート・ボール(1802-1857)はダブリン大学博物館の館長を務めた博物学者である
。ダブリン大学のトリニティ・カレッジで学んだ。1865年にアマチュア天文学者でもある第4代ロス伯爵ローレンス・パーソンズの子供たちの家庭教師となった。それによって、当時世界最大の望遠鏡であった第3代ロス伯爵ウィリアム・パーソンズの造った望遠鏡と私設天文台を使って観測をすることができた。1966年にNGC308,NGC310などいくつかの星雲を発見した。また観測の精度の向上のための望遠鏡の改良を行った。
1867年にウィリアム・パーソンズが没した後、ダブリン大学のRoyal College of Scienceの数学の教授となり、1874年からダブリン大学の天文学のアンドリューズ教授職に就き、1898年までアイルランド王室天文官の地位に就いた。1892年にケンブリッジ大学の天文学、幾何学の教授となり、ケンブリッジ大学天文台の台長となった。天文学の教授の地位は、有名な天文学者、ジョン・クーチ・アダムズの後を継いだものである。
1877年から1880年の間、アイルランド王立アカデミーの事務局長を務め、1885年から1892年の間、副会長を務めた。1873年に王立協会フェローに選ばれ、1886年にSirの称号を得た。1889年から1892年まで王立天文学会の会長、1899年から1900年の間は数学協会（Mathematical Association）の会長、アイルランド動物学会（Zoological Society of Ireland ）も務めた。
著書には、ねじの理論的解析を行った、"Theory of Screws" (1876)や潮流に関するもの、球面三角法や大気の屈折と光の収差などを扱った天文学の教科書などがあり、一般向けの読み物も執筆した。1880年代から何度か、伝統のある王立研究所のクリスマス・レクチャーの講師に選ばれた。
小惑星、(4809) Robertball はロバート・スタウェル・ボールに因んで命名された。

## 著作
- Experimental Mechanics. 1871.
- The Theory of Screws: A Study in the Dynamics of a Rigid Body. 1876.
- A Story of the Heavens. 1886.
- The Story of the Sun. 1893.
- A Treatise on the Theory of Screws. 1900.
- A Treatise on Spherical Astronomy. 1908.